# میخائیل ساوچنکو
میخائیل ساوچنکو (روسی: Михаил Павлович Савченко؛ زادهٔ ۱۹ ژوئن ۱۹۸۰) بازیکن فوتبال اهل اوکراین است.
از باشگاه‌هایی که در آن بازی کرده‌است می‌توان به باشگاه فوتبال ولگا نیژنی نووگورود، باشگاه فوتبال روستوف، و باشگاه فوتبال کراسنودار اشاره کرد.